# Schiau (Urlați), Prahova
Schiau este o localitate componentă a orașului Urlați din județul Prahova, Muntenia, România.